# Scopula restrictata
Scopula restrictata är en fjärilsart som beskrevs av Walker 1861. Scopula restrictata ingår i släktet Scopula och familjen mätare. Inga underarter finns listade.